# Mikel Zarrabeitia
Mikel Zarrabeitia Uranga (* 14. Mai 1970 in Abadiño,  Provinz Bizkaia, Autonomen Region Baskenland) ist ein ehemaliger spanischer Radrennfahrer.

## Sportliche Karriere
Mikel Zarrabeitia, dessen Vater ebenfalls Radsportler war, lernte im Alter von drei Jahren Fahrrad fahren. Seine ersten Rennen bestritt Mikel Zarrabeitia Querfeldein, bei denen er bis zur Juniorenkategorie antrat; er spielte zudem Fußball und betrieb die traditionelle baskische Sport Sokatira (Tauziehen). Sein Vater überzeugte ihn, sich auf Straßenradsport zu konzentrieren. Auch sein älterer Bruder Juan Antonio Zarrabeitia Uranga war Radrennfahrer.
1991 wurde Zarrabeitia Profi. Sein erster Erfolg war im Jahr 1992 der Gesamtsieg und ein Etappensieg bei der Vuelta a La Rioja. Bei der Vuelta a España 1994 gelang Zarrabeita als Gesamtzweiter hinter dem Schweizer Tony Rominger seine beste Grand-Tour-Platzierung. Anschließend blieb er wegen anhaltender gesundheitlicher Probleme längere Zeit ohne Erfolge.
1997 entschied Zarrabeitia  den Trofeo Comunidad Foral de Navarra, die Klasika Primavera de Amorebieta sowie eine Etappe der Aragon-Rundfahrt für sich, 2001 gewann er eine Etappe von Euskal Bizikleta. Während der elften Etappe der Vuelta a España 2000 – auf der Abfahrt vom Rabassa-Pass in Andorra – versuchte er, mit der Hand nach seinem offenbar defekten Geschwindigkeitsmesser zu greifen. Dabei gerieten die Finger zwischen die Speichen des Vorderrads, worauf er zu Fall kam. Er verletzte sich an einem Finger, so dass die Kuppe amputiert werden musste.
2002 gewann Mikel Zarrabeitia die Gesamtwertung des heimischen Rennens Euskal Bizikleta sowie die Prueba Villafranca de Ordizia. Er war am Sieg seines Teams ONCE bei den Mannschaftszeitfahren der Burgos-Rundfahrt und der Vuelta a Espana beteiligt. In seinem letzten Jahr als Aktiver, 2003, belegte er den zweiten Gesamtrang bei Paris–Nizza.
Nach seinem zweiten Platz bei der Vuelta 1994 galt Zarrabeitia als neues großes Talent des spanischen Radsports und als Nachfolger von Marino Lejarreta. Die in ihn gesetzten Erwartungen konnte er nicht erfüllen, unter anderem, weil er im Laufe seines Sportlerkarriere zwei Bandscheibenvorfälle und einen schweren Autounfall hatte.

## Erfolge
1992
- Gesamtwertung und eine Etappe Vuelta a La Rioja

1997
- Trofeo Comunidad Foral de Navarra
- Klasika Primavera de Amorebieta
- eine Etappe Aragon-Rundfahrt

2001
- eine Etappe Euskal Bizikleta

2002
- Gesamtwertung und eine Etappe Euskal Bizikleta
- Prueba Villafranca de Ordizia
- Mannschaftszeitfahren Burgos-Rundfahrt
- Mannschaftszeitfahren Vuelta a Espana

## Grand-Tours-Platzierungen
| Grand Tour            | 1991 | 1992 | 1993 | 1994 | 1995 | 1996 | 1997 | 1998 | 1999 | 2000 | 2001 | 2002 | 2003 |
| --------------------- | ---- | ---- | ---- | ---- | ---- | ---- | ---- | ---- | ---- | ---- | ---- | ---- | ---- |
| Giro d’ItaliaGiro     | –    | –    | –    | –    | –    | –    | –    | –    | 29   | –    | –    | –    | –    |
| Tour de FranceTour    | –    | –    | –    | –    | –    | –    | –    | –    | DNF  | –    | –    | –    | –    |
| Vuelta a EspañaVuelta | –    | –    | 12   | 2    | –    | 31   | 40   | 36   | 11   | DNF  | 25   | 21   | –    |